# Калашников, Виктор Кириллович
Виктор Кириллович Калашников (8 марта 1940, РСФСР — 1 декабря 2023, Москва) — советский и российский государственный и политический деятель, глава администрации Воронежской области (1991—1992). Председатель Воронежского облисполкома (1990). Хозяйственник.

## Биография
Родился 8 марта 1940 года в селе Новожизненское, Городищенский район, Сталинградская область. Являлся дальним родственником изобретателя Михаила Калашникова.
Окончил Новочеркасский политехнический институт по специальности горный инженер-механик.
Работал на воронежском заводе ГОО (горнообогатительного оборудования, ныне "Рудгормаш"), где дослужился до должности генерального директора. С 1989 по 1990 год возглавлял облснаб.
С декабря 1990 по октябрь 1991 года — председатель Воронежского областного Совета. Первый председатель областного Совета. С августа по декабрь 1990 года занимал пост председателя исполкома Воронежского областного Совета.
С 16 октября 1991 по 18 марта 1992 года — глава администрации Воронежской области. Отстранён от должности президентом России Борисом Ельциным.
Был депутатом Воронежского областного Совета депутатов.
Скончался 1 декабря 2023 года в Москве на 84-м году жизни.